# 大森光生
大森 光生（おおもり みつお、1951年6月24日 - ）は、愛媛県松山市生まれのアマチュア野球選手（捕手）。

## 来歴・人物
松山商業高校では2年生時の1968年、投の二本柱であった同期の中村哲（丸善石油）、井上明とバッテリーを組み、夏の甲子園に出場。3回戦で三重高の上西博昭に抑えられ敗退。
翌1969年は俊足を活かし、一番打者として夏の甲子園に連続出場。準々決勝では静岡商の松島英雄を打ち崩し、準決勝でも若狭高を降し決勝に進出した。決勝は井上と三沢高の太田幸司との投手戦となり、延長18回0-0の引き分けで終了。当時の大会規定によって、勝負は翌日の再試合に持ち込まれた。井上、太田とも再試合に先発登板、井上は本調子とは言えず中村の救援を仰ぐが、4-2のスコアで優勝を飾る。8月末からは井上、太田らとともに全日本高校選抜の一員としてブラジル・ペルー・アメリカ遠征に参加する。秋の長崎国体では、準決勝で静岡商に延長12回裏サヨナラ負けを喫した。他の高校同期には三塁手の谷岡潔、遊撃手の樋野和寿らがいた。
井上、樋野とともに明治大学へ進学。東京六大学野球リーグでは1973年秋季リーグで優勝を飾るが、大学同期には今久留主邦明がおり、あまり活躍の場はなかった。
卒業後は社会人野球のティアックに入社。1974年の都市対抗東京都予選では、児玉克雅とバッテリーを組み第3代表決定戦に進むが、東京ガスの工藤真に完封を喫し本大会出場はならなかった。1976年に三菱重工広島に移籍。1979年の都市対抗にチーム初出場を果たす。大町定夫（新日本製鐵光から補強）、村田利明の好投もあって勝ち進み、決勝では熊谷組に9回逆転勝ち、初優勝を飾った。同大会の優秀選手賞を獲得、同年の社会人ベストナイン（捕手）に選出された。